# Trichopeltarion nobile
Trichopeltarion nobile är en kräftdjursart som beskrevs av Alphonse Milne-Edwards 1880. Trichopeltarion nobile ingår i släktet Trichopeltarion och familjen Atelecyclidae. Inga underarter finns listade i Catalogue of Life.